# Yasushi Fukunaga
Yasushi Fukunaga (福永 泰 Fukunaga Yasushi?), född 6 mars 1973 i Tokyo prefektur, är en japansk före detta fotbollsspelare.
Fukunaga började sin karriär 1995 i Urawa Reds. Han spelade 130 ligamatcher för klubben. 2002 flyttade han till Vegalta Sendai. Han avslutade karriären 2003.